# Уго Сівоччі

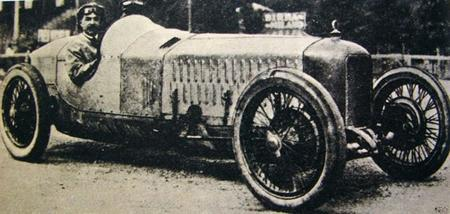
Уго Сівоччі за кермом Alfa Romeo P1 у 1923

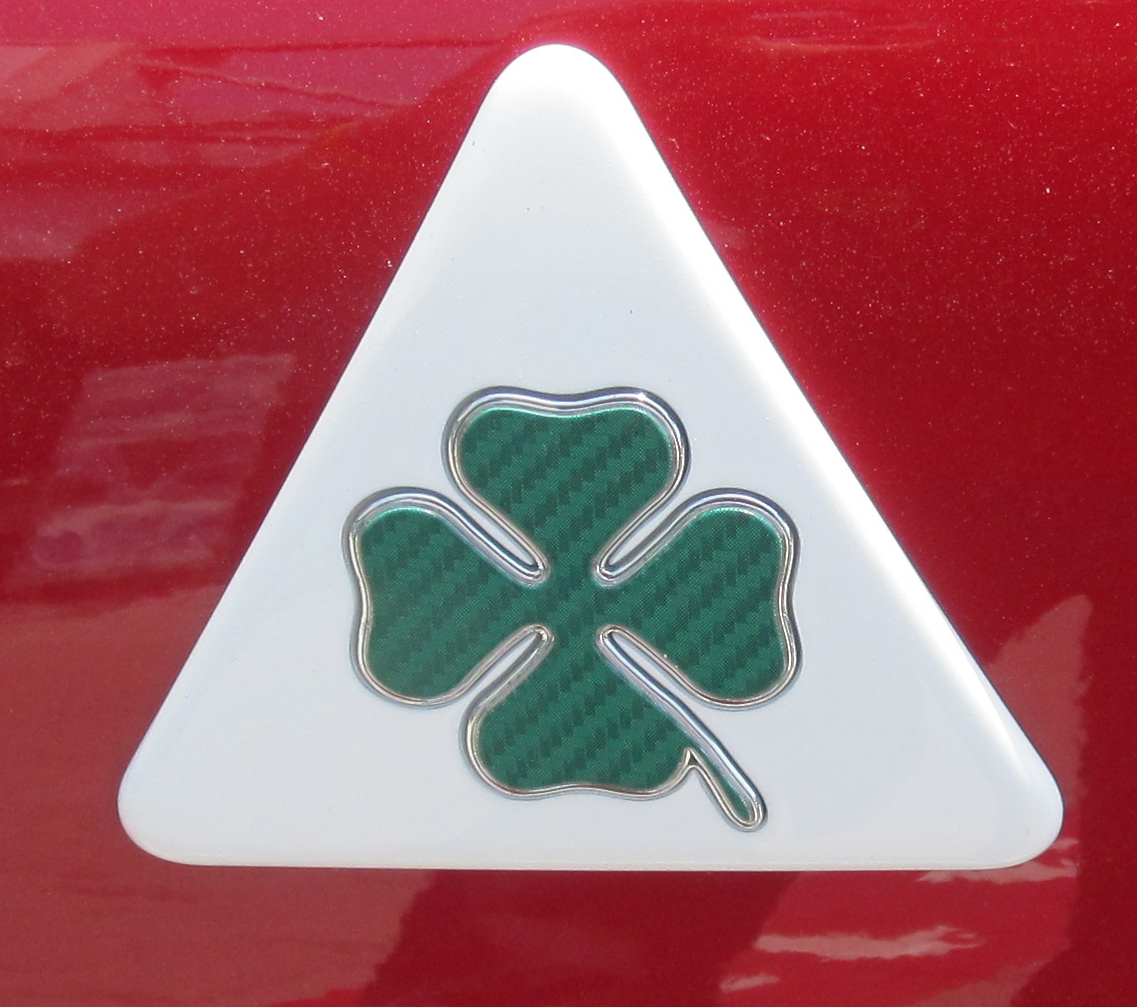
«Quadrifoglio» (чотирилисник конюшини) став використовуватись на автомобілях компанії Alfa Romeo після смерті Сівоччі

Уго Сівоччі (італ. Ugo Sivocci; 29 серпня 1885, Салерно — 8 вересня 1923, Монца) — італійський автомобільний гонщик.

## Біографічні дані
Сівоччі народився у Салерно (південно-західна Італія). Уго розпочав свою перегонову кар'єру з двоколісного (велосипедного) транспорту, виборовши у 1904 році друге місце у 600-кілометровій гонці «Corsa Nazionale».
Після закінчення Першої світової війни він працював автомеханіком у Мілані. Після знайомства з Енцо Феррарі, Сівоччі у 1920 році був включений гонщиком в офіційну спортивну команду компанії Alfa Romeo. Крім нього, до команди увійшли Антоніо Аскарі та Енцо Феррарі.
На 20/30 ES Sport він фінішував другим у перегонах «Parma — Poggio di Berceto» (1921). У 1923 році він почав виступати на Alfa Romeo RL й отримав багато перемог у перегонах. У тому ж році він переміг на «Targa Florio» на Alfa Romeo RL Targa Florio, для якої ця перемога стала найважливішим досягненням. Ці перегони стали великим успіхом для Alfa Romeo, де друге (Антоніо Аскарі) і четверте місця (Джуліо Мазетті) були також зайняті командою компанії Alfa Romeo.
У вересні 1923 року Сівоччі загинув під час тестування нової моделі конструктора Джузеппе Мерозі Alfa Romeo P1 у Монці. У день аварії, в пресі власник компанії Нікола Ромео оголосив про виведення усіх автомобілів Alfa Romeo P1 зі змагань.
На автомобіль Сівоччі було нанесено зелений чотирилисник конюшини на білому фоні, що, як вважається, приносить удачу, і він перетворився згодом у символ команди «Alfa Romeo».
Його автомобіль носив номер 17, який потім більше ніколи не використовувався на італійських спортивних автомобілях на знак пам'яті про Уго Сівоччі.

## Основні досягнення
- «Targa Florio» 1913, 6-й;
- «Parma — Poggio di Berceto» 1921 року, 2-й[2];
- «Круг Mugello» 1921, 4-й;
- «Targa Florio» 1922, 9-й;
- «Targa Florio» 1923, 1-й.